# 7909 Ziffer
7909 Ziffer este un asteroid din centura principală de asteroizi.

## Descriere
7909 Ziffer este un asteroid din centura principală de asteroizi. A fost descoperit pe 30 septembrie 1975 la Observatorul Palomar de Schelte J. Bus. Asteroidul prezintă o orbită caracterizată de o semiaxă mare de 3,17 ua, o excentricitate de 0,18 și o înclinație de 2,4° în raport cu ecliptica.